# Leopold Lojka

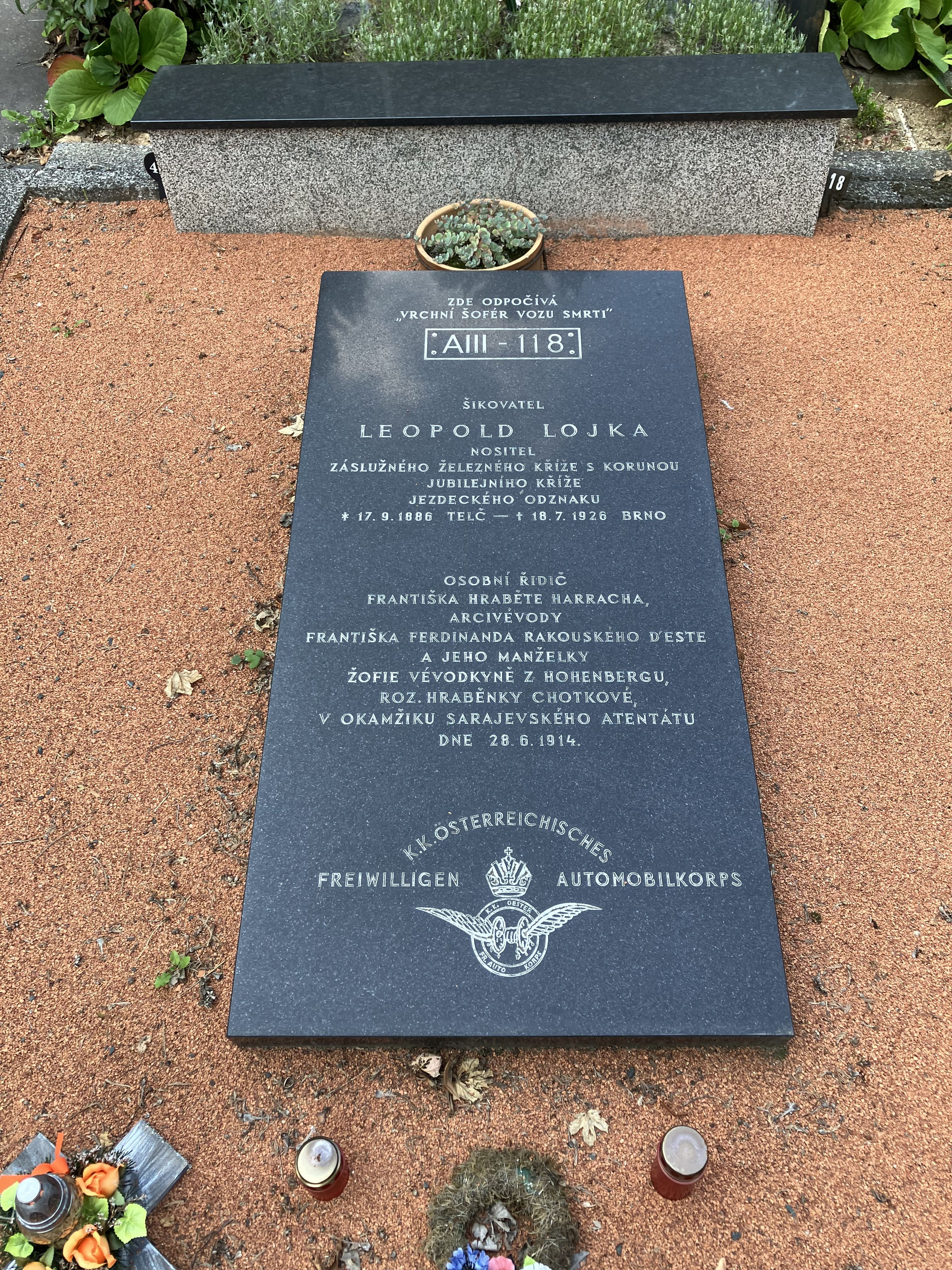
Hrob Leopolda Lojky

Leopold Lojka (17. září 1886 Telč – 18. července 1926 Brno) byl moravský voják a řidič. V roce 1914 řídil automobil převážející rakouského následníka trůnu Františka Ferdinanda d'Este během atentátu v Sarajevu.

## Život
Narodil se v Telči do rodiny kočího Václava Lojky a Marie, rozené Jašové. Po absolvování obecné školy v Telči se vyučil řezníkem. V letech 1907–1909 sloužil u 6. dragounského pluku rakousko-uherské armády, v letech 1910–1914 působil jako osobní řidič hraběte Františka Harracha.
S hrabětem Harrachem se v červnu 1914 zúčastnil manévrů v Sarajevu a jako řidič byl také k dispozici následníkovi trůnu Františku Ferdinandovi d'Este. Dne 28. června 1914 vezl během slavnostní jízdy po městě Františka Ferdinanda, jeho ženu Žofii Chotkovou, guvernéra Oskara Potiorka a hraběte Harracha, během níž byl na následníka trůnu spáchán atentát. Sám Leopold se pokusil zabránit atentátu ze strany Gavrila Principa couvnutím zpět na druhou ulici, ale nebyl dost rychlý a Gavrilo Františka i Žofii zavraždil. Po atentátu byly Leopoldovi dány tři úkoly – poslat dopisy o smrti následníka trůnu rakouskému císaři Františku Josefovi I. a dětem Františka d'Este a také dát zprávu o smrti německému císaři Vilému II.
Později spolupracoval se soudem a vystupoval jako svědek atentátu a pomohl usvědčit Principa. Leopold byl následně odměněn 400 000 korunami císařem Karlem I., ty v roce 1925 použil na koupi hospody v Brně na Vranovské ulici 19.  Tam se stal majitelem a často ukazoval část Žofiina zlatého náhrdelníku. Byl známý jako rázný krčmář, ale vedení hospody mu moc nešlo a nadělal dluhy. V opilosti se často dopouštěl excesů.
V roce 1916 si vzal Annu Lhotskou (11. května 1896 Zurndorf / Rakousko – 22. března 1976 Gutramsdorf / Rakousko), se kterou měl dvě děti – Františka (12. června 1917 – ?) a Alfréda (19. října 1918 – 17. října 1930). František ale brzy zemřel, ještě když bydleli ve Znojmě (1920–1924). V roce 1923 se s ním jeho žena rozvedla, znovu se provdala za železničního úředníka Franze Karaska a odstěhovala se do Gutramsdorfu u Vídně. Alfréd byl svěřen do péče matky, ale zemřel také jako dítě v nedožitých 12 letech.
Lojka zemřel v Brně 18. července 1926 ve svém bytě nad hospodou na chronický zánět ledvin. Je pohřben na Ústředním hřbitově v Brně, sk. 59/hr. 417–418.

## Galerie

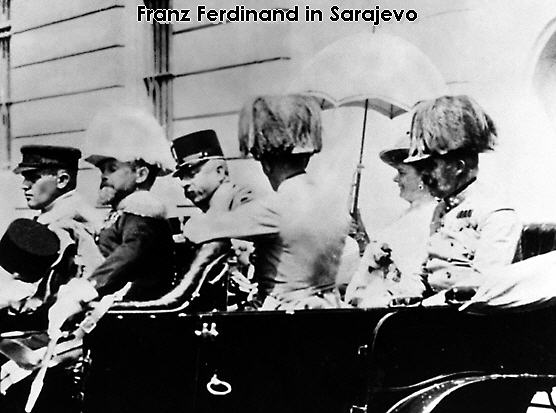
Leopold Lojka (zcela vlevo) v Sarajevu řídící vůz s Františkem Ferdinandem d'Este, jeho chotí a doprovodem
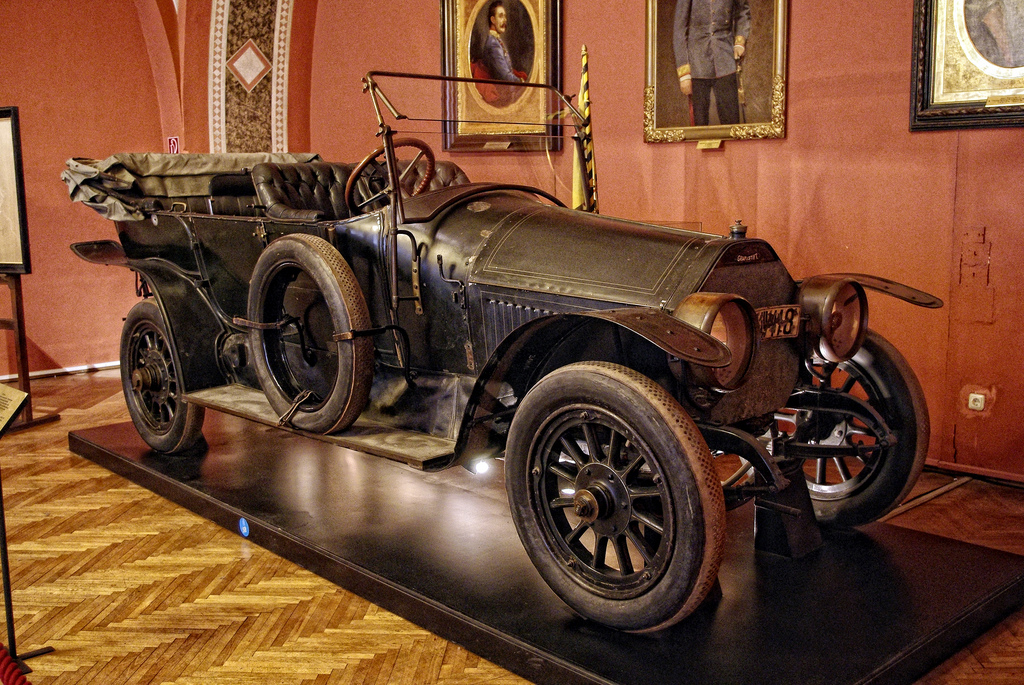
Vůz, který Leopold Lojka řídil při atentátu na následníka rakouského a uherského trůnu Františka Ferdinanda d'Este v Sarajevu